# USA:s handelskammare

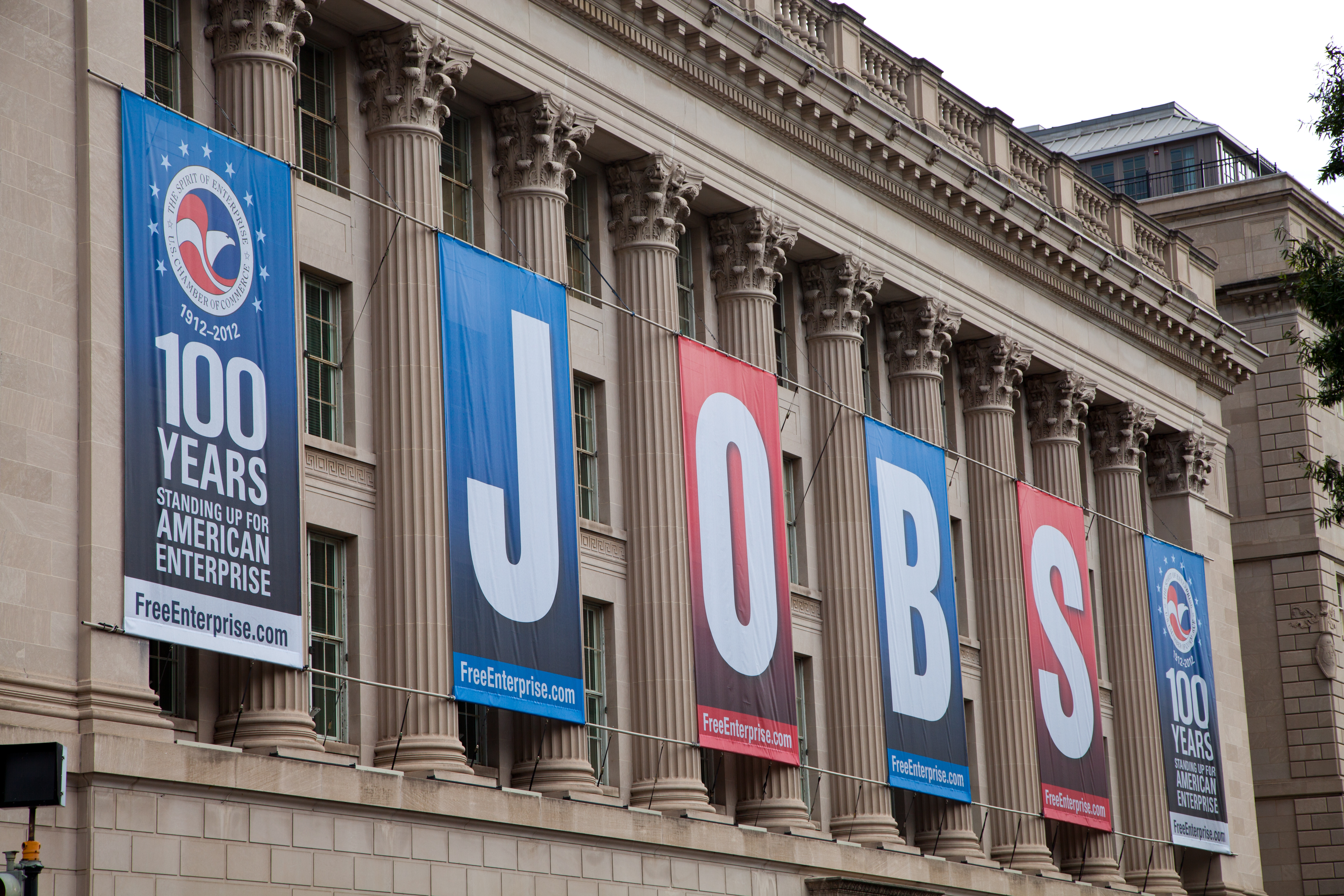
Fasaden på dess byggnad i Washington, D.C vid hundraårsjubileet 2012.

Förenta Staternas handelskammare (engelska: United States Chamber of Commerce), USCC, är en nordamerikansk lobbyinggrupp som tillvaratar intressena för många affärs- och handelsorganisationer. Den är inte ett organ för USA:s federala statsmakt, men tillkom på initiativ från Taftadministrationen som en motvikt till fackföreningsrörelsen.
Handelskammaren är bemannad med politiska specialister, lobbyister och jurister. Politiskt anses Handelskammaren allmänt vara en konservativ organisation. Den brukar vanligen stöda republikanska partiets kandidater, fast den vid några tillfällen gett stöd till konservativa demokrater. Kammaren är en av de största lobbyinggrupperna i U.S.A och spenderar mer pengar per år än någon annan lobbyingorganisation.